# Nemobius sylvestris
Nemobius sylvestris är en insektsart som först beskrevs av Louis Augustin Guillaume Bosc 1792.  Nemobius sylvestris ingår i släktet Nemobius och familjen syrsor.

## Underarter
Arten delas in i följande underarter:
- N. s. sylvestris
- N. s. tingitanus

## Bildgalleri

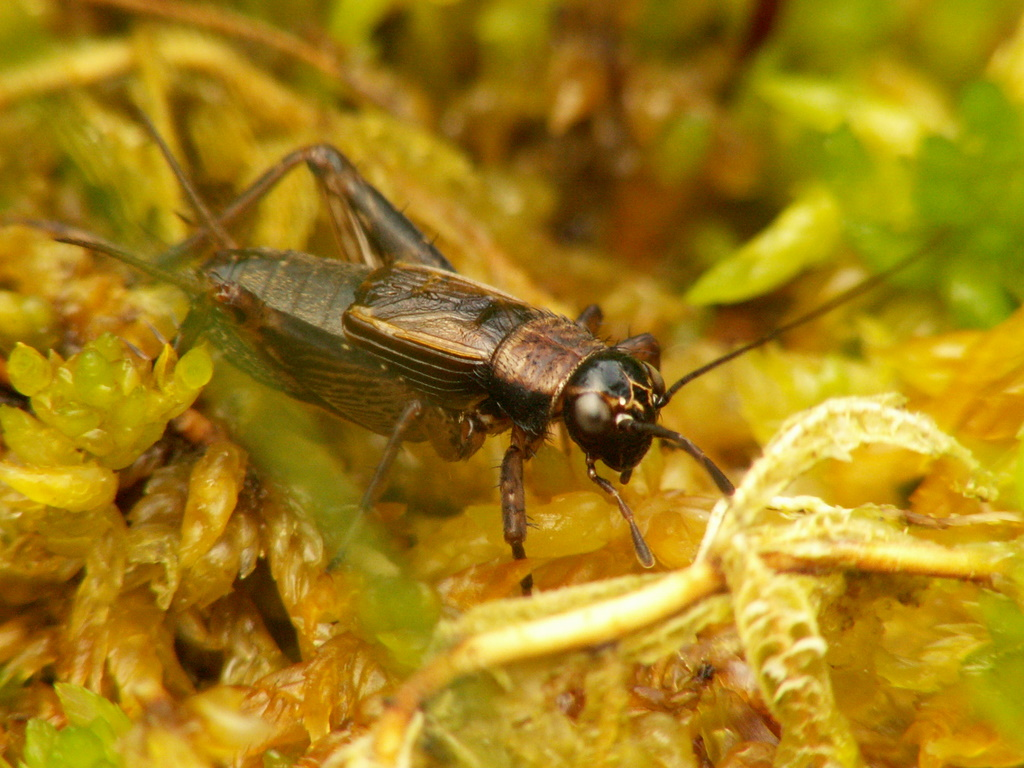
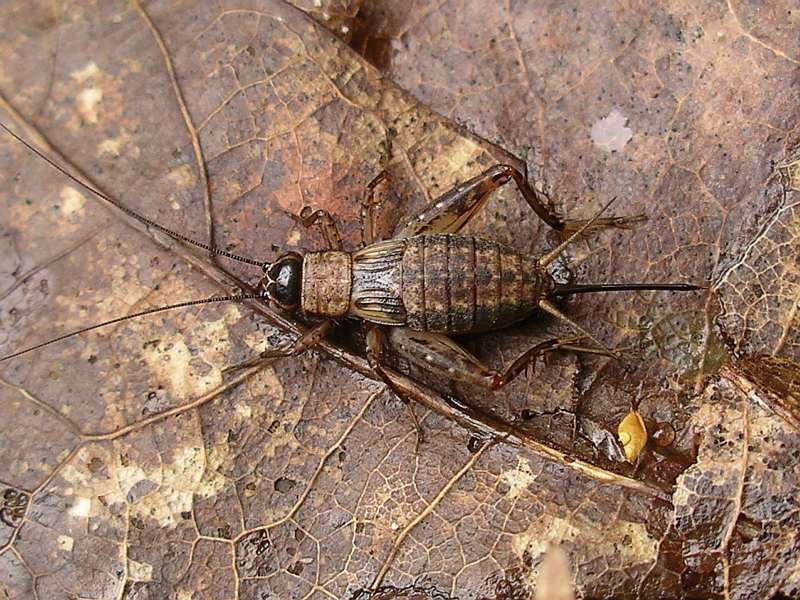
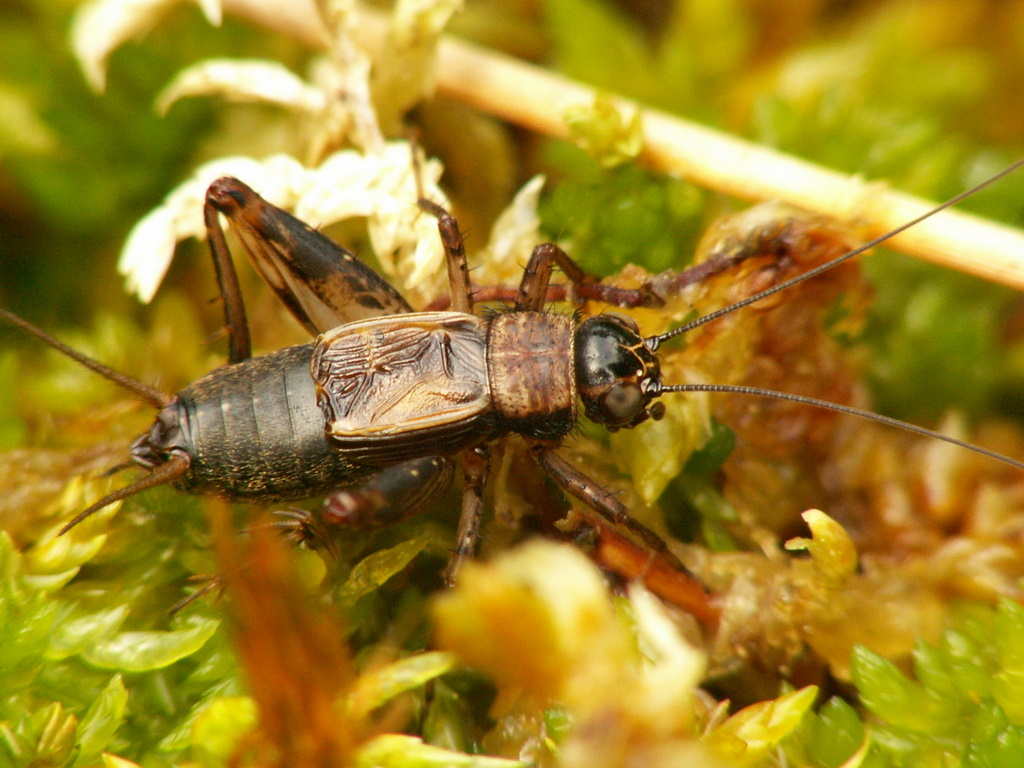
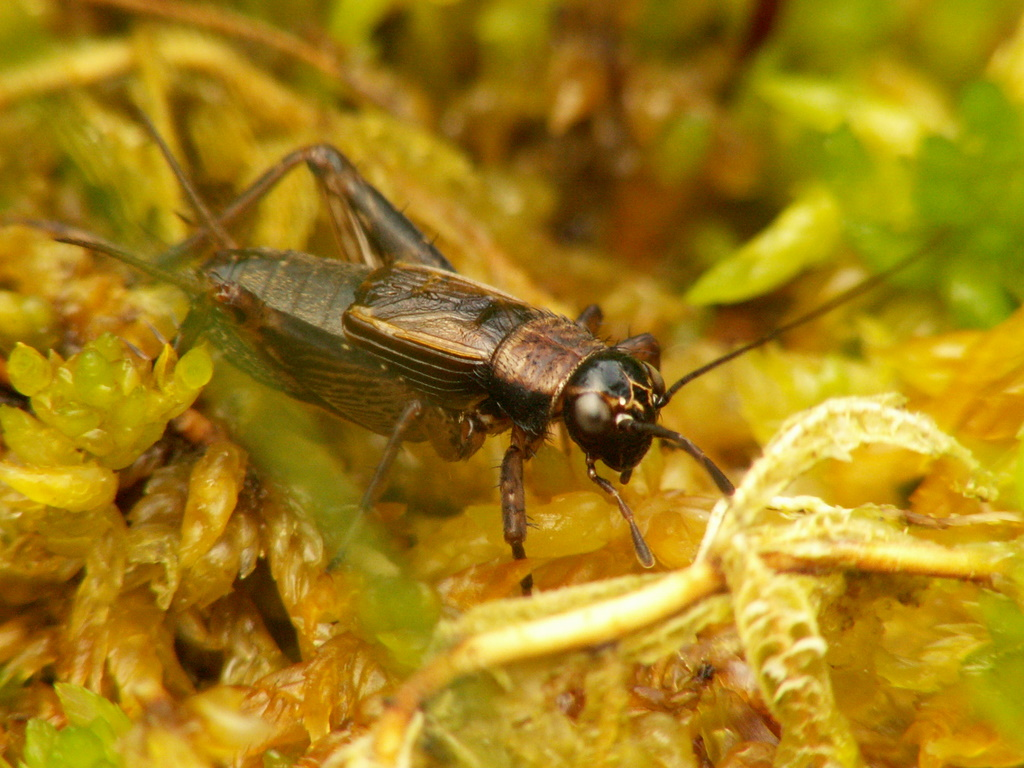